# Winsome Witch
Winsome Witch, noto anche come La strega Winsome o L'amabile strega, è una serie televisiva animata statunitense del 1965, creata da William Hanna e Joseph Barbera.
La serie è stata trasmessa per la prima volta negli Stati Uniti su NBC dal 2 ottobre 1965 al 7 settembre 1967, per un totale di 26 episodi ripartiti su due stagioni.  In Italia è stata trasmessa su Ciao Ciao dal 20 novembre 1980.

## Trama
Il cartone narra le esilaranti avventure di Winsome, detta "Winnie", una strega pasticciona. La sua frase magica è "Ippity - Pippity - Pow!".

## Episodi

### Stagione 1 (1965/1966)
1. Have Broom Will Travel
2. Prince of a Pup
3. Operation Broom Switch
4. The Hansel and Gretel Case
5. The Little Big League
6. School Teacher Winnie
7. Good Red Riding Hood
8. Winnie's Baby
9. How Now Cinderella
10. Have Broom Will Zoom
11. Winnie the Sheriff
12. Welcome Wagging
13. Shoop Spy
14. Wolfcraft Vs. Witchcraft
15. Tallyho the Hunter
16. Witch Hitch
17. Il brutto anatroccolo (Ugly Duckling Trouble)
18. Witch Witch Is Witch
19. Good Little Scout
20. Potluck

### Stagione 2 (1966)
1. Pussycat Man
2. Sheriff Winnie
3. Wee Winnie Witch
4. Sea-Dogged
5. Wild Wild Witch
6. Hollywood or Busted